# Wilhelm Mogk (Politiker, 1804)
Johann Friedrich August Wilhelm Ludwig Mogk (* 6. November 1804 in Altwildungen; † 25. Oktober 1868 ebenda) war ein deutscher Jurist und Mitglied der 7. Landstände des Fürstentums Waldeck.

## Leben
Wilhelm Mogk wurde als Sohn des Konrektors Johann Adolph Mogk (1753–1834) und dessen Ehefrau Dorothea Waldschmidt (1762–1835) geboren. 
Nach dem Abitur am Landesgymnasium Korbach studierte er Rechtswissenschaften an der Philipps-Universität Marburg und der Georg-August-Universität Göttingen. In seinem Heimatort war er zunächst als Rechtskandidat, dann als Advokat und danach als Stadtsekretär tätig.
Vom 2. Juli 1838 bis Januar 1843 hatte er für den Abgeordneten Wilhelm Gleisner ein Mandat für die 7. Landstände des Fürstentums Waldeck. Im direkten Anschluss übernahm er die Stelle des Justizamtmanns und Zweiten Beamten beim Oberjustizamt der Werbe in Sachsenhausen. 1848 wurde er dort Erster Beamter und Kriminalrichter mit gleichzeitiger Beförderung zum Justizrat. Im September 1850 wechselte er als Zweiter Kreisrichter nach Korbach und wurde acht Jahre später Erster Kreisrichter in seinem Heimatort. 1859 zog er sich aus dem Dienst zurück und bewirtschaftete den von seinem Vater geerbten Haus- und landwirtschaftlichen Besitz.

## Familie
Am 1. Januar 1830 heiratete er in Nieder-Wildungen Friederike Kleinschmidt (1805–1874). Aus der Ehe ist der Sohn Wilhelm Mogk (1833–1894, Landtagspräsident) hervorgegangen.